# 嚴夢鸞
嚴夢鸞（1601年11月8日—17世紀），字翔紫，北直隸永平府灤州人，明朝政治人物。

## 生平
嚴夢鸞是萬曆四十年（1612年）壬子科順天鄉試舉人，崇禎十年（1637年）成進士，先在戶部觀政，後獲授寶雞知縣，當時戰事頻仍，他以保障人民為己任，修繕器械、嚴密防禦，又捐出財產改建城池和村寨，清除弊害，整頓軍民，流寇雖然出沒無常也能有力剿滅，保全地方百姓性命。

## 家族
曾祖嚴在，兵部經歷、贈徵仕郎；祖父嚴穩，兵部經歷；父嚴肅，盩厔主簿。

## 引用
1. 1 2 3  《崇禎十年丁丑科進士三代履歷》：嚴夢鸞，曾祖在，兵部經歷贈徵仕郎；祖穩，兵部經歷；父肅，陝西盩厔主簿。翔紫，易五房，二十七歲，十月十四日生，灤州人，壬子六十七名，會四十七名，三甲四十三名，戶部政，本年六月授陝西寶雞知縣。
2. ↑  民國《寶雞縣志·卷九·宦績》：嚴夢鸞，字紫翔，北直灤州人，崇正丁丑進士，十三年令寶雞，視事之始即值兵荒頻仍，夢鸞以保障為己任，繕器械、嚴防禦，捐貲築鑿城池，修理邨堡，剔蠹息訟，振旅和民，雖流寇出沒無常，而勦援有方，生靈賴以保全。 舊志